# Clun Forest
Clun Forest är en skog i Storbritannien.   Den ligger i riksdelen England, i den södra delen av landet, 230 km nordväst om huvudstaden London.